# Jamides caerulea
Jamides caerulea е вид пеперуда от семейство Синевки (Lycaenidae). Видът не е застрашен от изчезване.

## Разпространение
Разпространен е в Бруней, Индия, Индонезия (Калимантан и Суматра), Малайзия (Западна Малайзия, Сабах и Саравак), Мианмар, Сингапур и Тайланд.